# Chieri
Chieri är en stad och kommun i storstadsregionen Turin, innan 2015 provinsen Turin, i regionen Piemonte, Italien. Kommunen hade 36 858 invånare (2017). Chieri gränsar till kommunerna Andezeno, Arignano, Baldissero Torinese, Cambiano, Montaldo Torinese, Pavarolo, Pecetto Torinese, Pino Torinese, Poirino, Riva presso Chieri och Santena.
Volleybollagen Chieri Torino Volley Club och Chieri '76 Volleyball kommer från staden.